# Bowbridge
Bowbridge – wieś w Anglii, w hrabstwie Gloucestershire. Leży 16 km na południe od miasta Gloucester i 147 km na zachód od Londynu.